# Кавское сельское поселение
Кавское сельское поселение (карел. Kavin kyläkunda) входило в состав Лихославльского района Тверской области России. Центр поселения — деревня Кава.
Образовано в 2005 году, включило в себя территории Кавского и Кузовинского сельских округов.
Законом Тверской области от 17 апреля 2017 года № 24-ЗО были преобразованы, путём их объединения, муниципальные образования Первитинское и Кавское сельские поселения в Кавское сельское поселение.
Законом Тверской области от 5 апреля 2021 года № 17-ЗО было упразднено к 17 апреля 2021 года в связи с преобразованием Лихославльского муниципального района в Лихославльский муниципальный округ.

## Географические данные
- Общая площадь: 150 км².
- Нахождение: центральная часть Лихославльского района.
  - Граничило:
    - на северо-востоке — с Микшинским СП
    - на востоке — с Первитинским СП
    - на юге — с Крючковским СП и Вёскинским СП
    - на западе — с городом Лихославль, Барановским СП и Сосновицким СП

## Население
На 2005 год в Кавском сельском поселении на постоянной основе проживает 1477 человек.
Показатель увеличивается в бесснежный период (весна-осень).
Национальный состав: русские и карелы.

## Населённые пункты
На территории поселения находились 27 населённых пунктов:
| Тип нп | Название        | Население (2008 год) |
| ------ | --------------- | -------------------- |
| дер.   | Большое Звягино | 40                   |
| дер.   | Ворониха        | 38                   |
| дер.   | Горшково        | 7                    |
| дер.   | Дели            | 26                   |
| дер.   | Дуброво         | 7                    |
| дер.   | Захарово        | 9                    |
| дер.   | Золотиха        | 71                   |
| дер.   | Кава            | 270                  |
| дер.   | Капустино       | 7                    |
| дер.   | Клыпиха         | 0                    |
| дер.   | Кратусово       | 72                   |
| дер.   | Кузовино        | 277                  |
| дер.   | Лиховидово      | 6                    |
| дер.   | Лукино          | 50                   |
| дер.   | Малое Звягино   | 7                    |
| дер.   | Мудрово         | 22                   |
| дер.   | Никулина Гора   | 24                   |
| дер.   | Новая           | 7                    |
| дер.   | Пнево           | 5                    |
| дер.   | Поддубье        | 16                   |
| дер.   | Поляши          | 5                    |
| дер.   | Соломоново      | 10                   |
| дер.   | Сорокино        | 3                    |
| дер.   | Станки          | 13                   |
| дер.   | Старо-Русское   | 13                   |
| дер.   | Телицино        | 41                   |
| пос.   | Приозёрный      | 434                  |

### Бывшие населенные пункты
На территории поселения исчезли деревни: Данильцево, Житное, Иевка, Крокутино, Ладониха, Меленка, Подкино, Сальница и другие.

## История
В середине XIX-начале XX века большинство деревень поселения относились к Кузовинской волости Новоторжского уезда Тверской губернии.
В 1940-50-е годы на территории поселения существовали Кавский, Кузовинский и Золотихинский сельсоветы Лихославльского района Калининской области.